# Лайс
Лайс или Лейс (араб. ليث‎ — «лев») — арабское имя, синоним имени «Асад»; по написанию совпадает с названием города Эль-Лит в Саудовской Аравии.
- Аль-Лайс ибн Саад (712—791) — мусульманский богослов, хадисовед, основатель лайситской школы исламского права.
- Ибн Лайс (X—XI вв.) — среднеазиатский геометр.
- Якуб ибн Лейс (ум. 879) — основатель династии Саффаридов.
- Амр ибн Лейс (ум. в 902) — саффаридский эмир (879—900); брат основателя династии саффаридов Якуба ас-Саффара.
- Лайс — замок Ливонского ордена на территории Эстонии.
- Ал-Лейс ибн Али ибн ал-Лейс[англ.] (ум. 928) — саффаридский эмир (909—910); племянник первых двух саффаридских правителей — Якуба и Амра.
- Мухаммад ибн Али ибн ал-Лейс[англ.] — саффаридский эмир (910—911); племянник первых двух саффаридских правителей — Якуба и Амра.
- Абу Лайс ас-Самарканди[англ.] (X век) — правовед ханафитской школы исламского права.
- Рафи ибн ал-Лайс[англ.] (IX век) — внук последнего наместника Омейядов в Хорасане, поднявший большое восстание против Аббасидов в 806—809 годах.
- Лайс Шубейлат[англ.] (род. 1942) — иорданский политик.
- Лайс Хусейн[англ.] (род. 1970) — иракский футболист.